# ليم هيون-وو
ليم هيون-وو (هانغل: 임현우) هو لاعب كرة قدم كوري جنوبي في مركز الوسط، ولد في 26 مارس 1983 في كوريا الجنوبية. لعب مع نادي بورت.

## وصلات خارجية
- ليم هيون-وو على موقع دوري كوريا الجنوبية (الإنجليزية)
- ليم هيون-وو على موقع قاعدة بيانات كرة القدم.إي يو (الإنجليزية)